# Rede Gomułkas bei der Großkundgebung in Warschau am 24. Oktober 1956

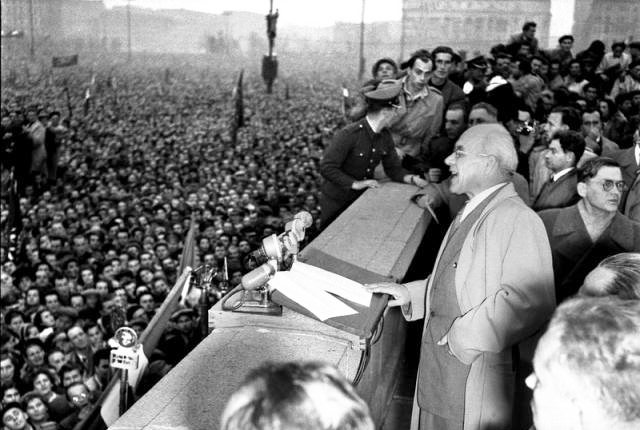
Rede Gomułkas am 24. Oktober 1956

Die Rede des 1. Sekretärs des Zentralkomitees der Polnischen Vereinigten Arbeiterpartei Gomułka bei der Großkundgebung in Warschau am 24. Oktober 1956  war eine Rede von Władysław Gomułka (1905–1982) auf einer Kundgebung der Warschauer Bevölkerung, die er am 24. Oktober 1956 hielt, nach dem 8. Plenum des Zentralkomitees (KC PZPR) der Polnischen Vereinigten Arbeiterpartei (PZPR), das vom 19.–21. Oktober 1956 stattfand. Die Rede wurde zu einem Zeitpunkt gehalten, als in der Volksrepublik Polen die ersten Versuche unternommen wurden, das politische System zu reformieren. Die Geheimrede Nikita Chruschtschows Über den Personenkult und seine Folgen war im gleichen Jahr gehalten worden. Am Vortag der Plenarsitzung war Chruschtschow unerwartet nach Warschau gekommen. Außerdem begannen Einheiten der Sowjetarmee damit, in Richtung Warschau vorzurücken. Am 21. Oktober war Władysław Gomułka zum neuen 1. Sekretär des Zentralkomitees der Polnischen Vereinigten Arbeiterpartei gewählt worden. Seine Rede am Defilierplatz (Plac Defilad) vor dem Warschauer Kulturpalast fand vor einigen hunderttausend Menschen statt. In seiner Rede verurteilte Gomułka den Stalinismus und kündigte Reformen zur Demokratisierung des Systems an. Die Ankündigungen von Reformen wurden von den vielen versammelten Bürgern begeistert aufgenommen. Der Kommunist Gomułka wurde durch sie mit einem Male zum Nationalhelden. Vom 16. bis 18. November leitete er die polnische Delegation, die nach Moskau reiste und von der sowjetischen Seite erhebliche Zugeständnisse erhielt. Als er nach Moskau fuhr, beteten an Bahnhöfen Menschenmengen für seine glückliche Heimkehr.
Unmittelbar nach diesen Ereignissen verließen Marschall Konstantin Rokossowski und viele andere in der polnischen Armee dienende sowjetische Offiziere Polen.